# Rans
Rans é uma localidade portuguesa sede da Freguesia de Rans do Município de Penafiel, freguesia com 5,11 km² de área e 1804 habitantes (censo de 2021), tendo, por isso, uma densidade populacional de 353 hab./km².
Até 24 de junho de 1999 a sua designação oficial era Rãs.
Até meados da década de 1990 a freguesia estava dividida em duas localidades distintas, Rãs de Cima e Rãs de Baixo, que se unificaram numa só localidade, numa medida tomada pelo então presidente da Junta de Freguesia Vitorino Silva.
Rans é uma freguesia desenvolvida, embora maioritariamente rural, do concelho de Penafiel e é considerada uma das pioneiras em termos do desporto e ao apoio a idosos.
Tem na Honra de Barbosa o seu maior ex-libris, uma das grandes casas senhoriais medievais que resistem nos nossos dias, com uma torre, capela, pelourinho e muitas outras dependências.
Está ligada à sede do município, a cidade de Penafiel, pela EN106.

## Demografia
A população registada nos censos foi:
| Distribuição da População por Grupos Etários | Distribuição da População por Grupos Etários | Distribuição da População por Grupos Etários | Distribuição da População por Grupos Etários | Distribuição da População por Grupos Etários |
| -------------------------------------------- | -------------------------------------------- | -------------------------------------------- | -------------------------------------------- | -------------------------------------------- |
| Ano                                          | 0-14 Anos                                    | 15-24 Anos                                   | 25-64 Anos                                   | > 65 Anos                                    |
| 2001                                         | 382                                          | 281                                          | 839                                          | 149                                          |
| 2011                                         | 395                                          | 273                                          | 1068                                         | 171                                          |
| 2021                                         | 265                                          | 261                                          | 1051                                         | 227                                          |

## Património

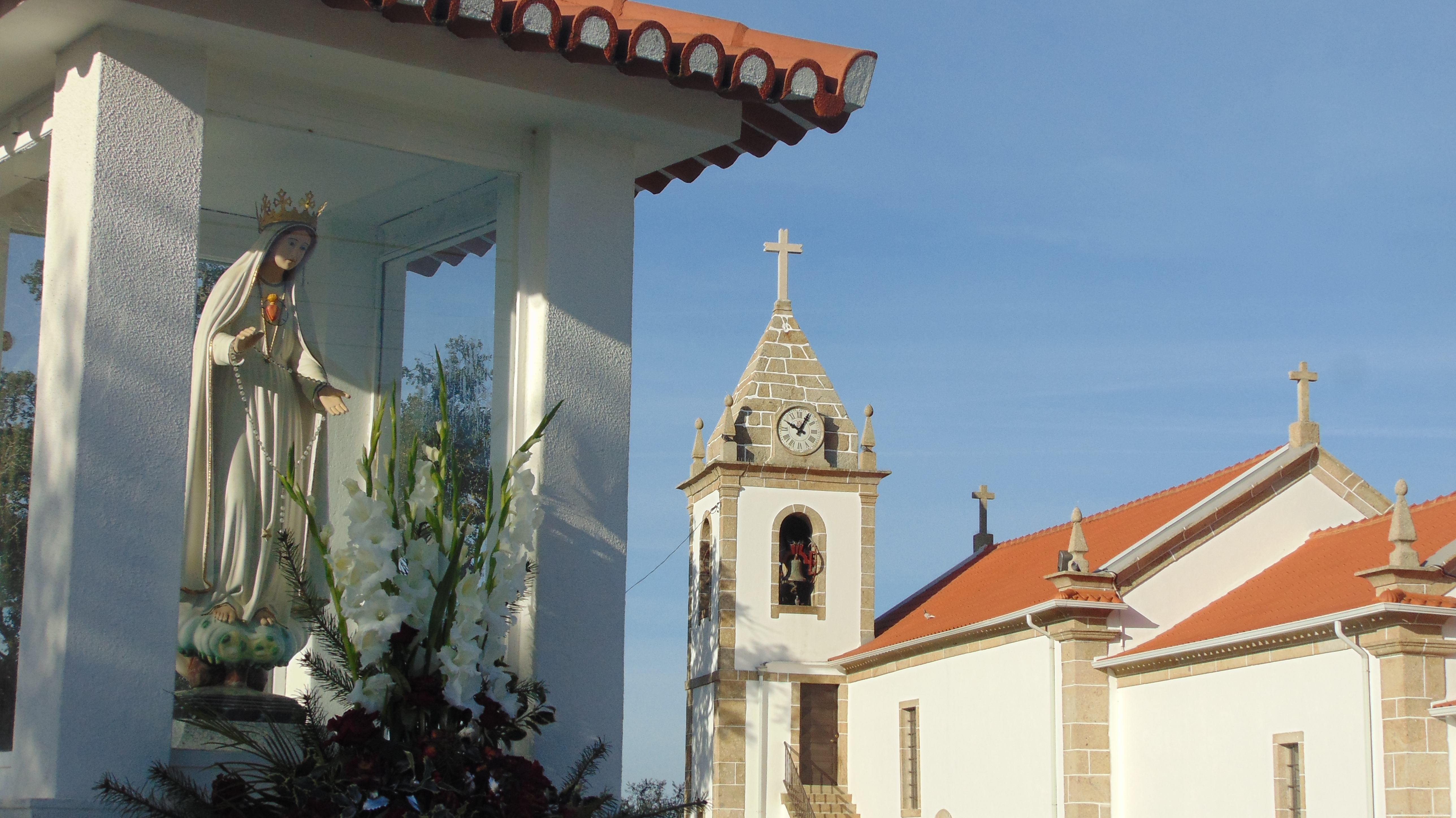
Construída na primeira metade da década de 1920, inaugurada em 1924.

- Honra de Barbosa ou Torre de Barbosa
- Portal do Ameal
- Ruínas da Ponte Romana de Lardosa
- Parque de Lazer Padre Pimentel
- Capela de Nossa Senhora da Guia
- Capelinha de São João da Toca
- Casa de Rans

## Personalidades
- Vitorino Silva - político